# Bas-relief des Ponts-Jumeaux

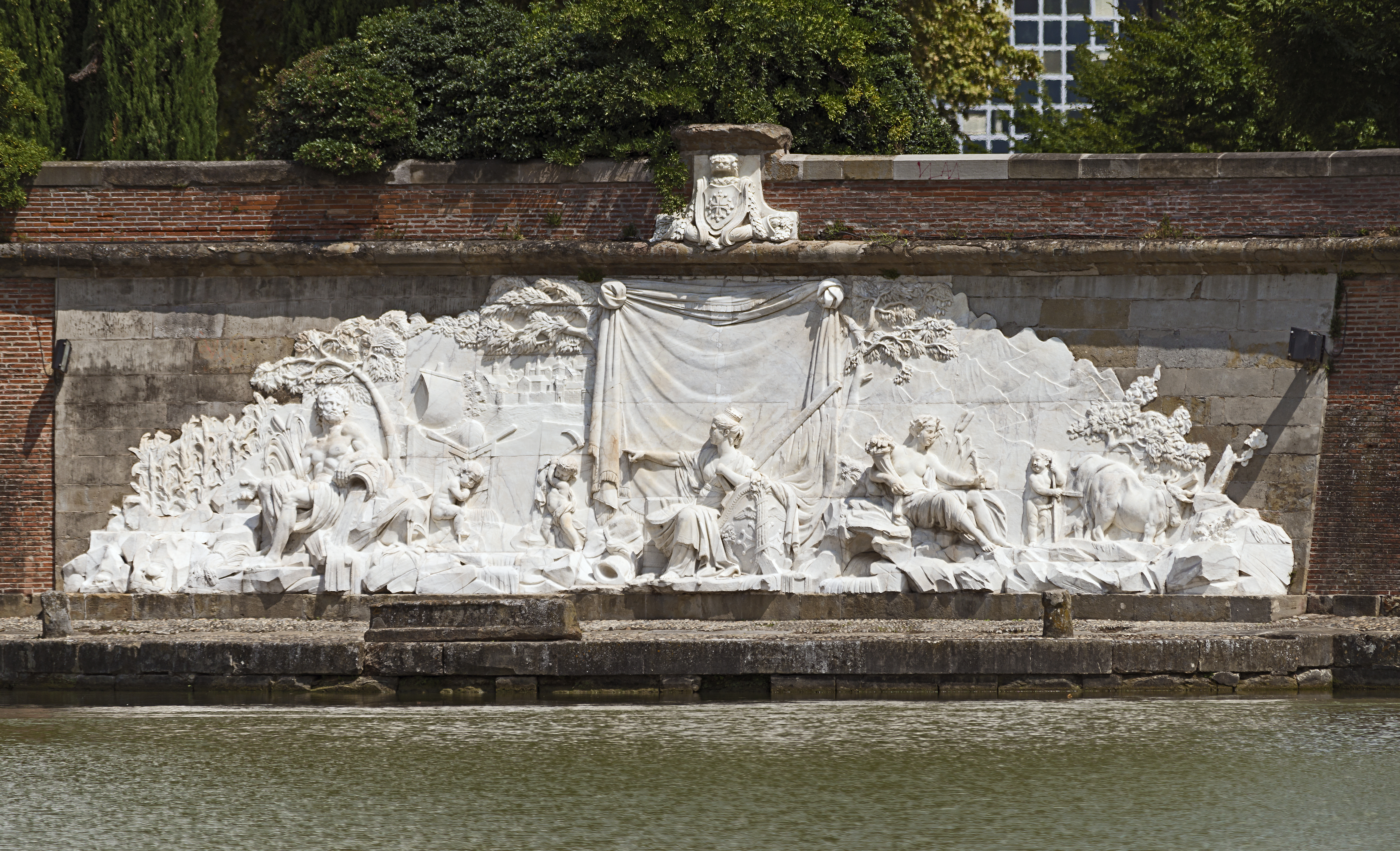
Bas-relief des Ponts-Jumeaux.

Le bas-relief des Ponts-Jumeaux est un bas-relief en marbre de Carrare situé aux Ponts-Jumeaux à Toulouse (côté sud), réalisé entre 1773 et 1775 par l'artiste toulousain François Lucas.

## Description

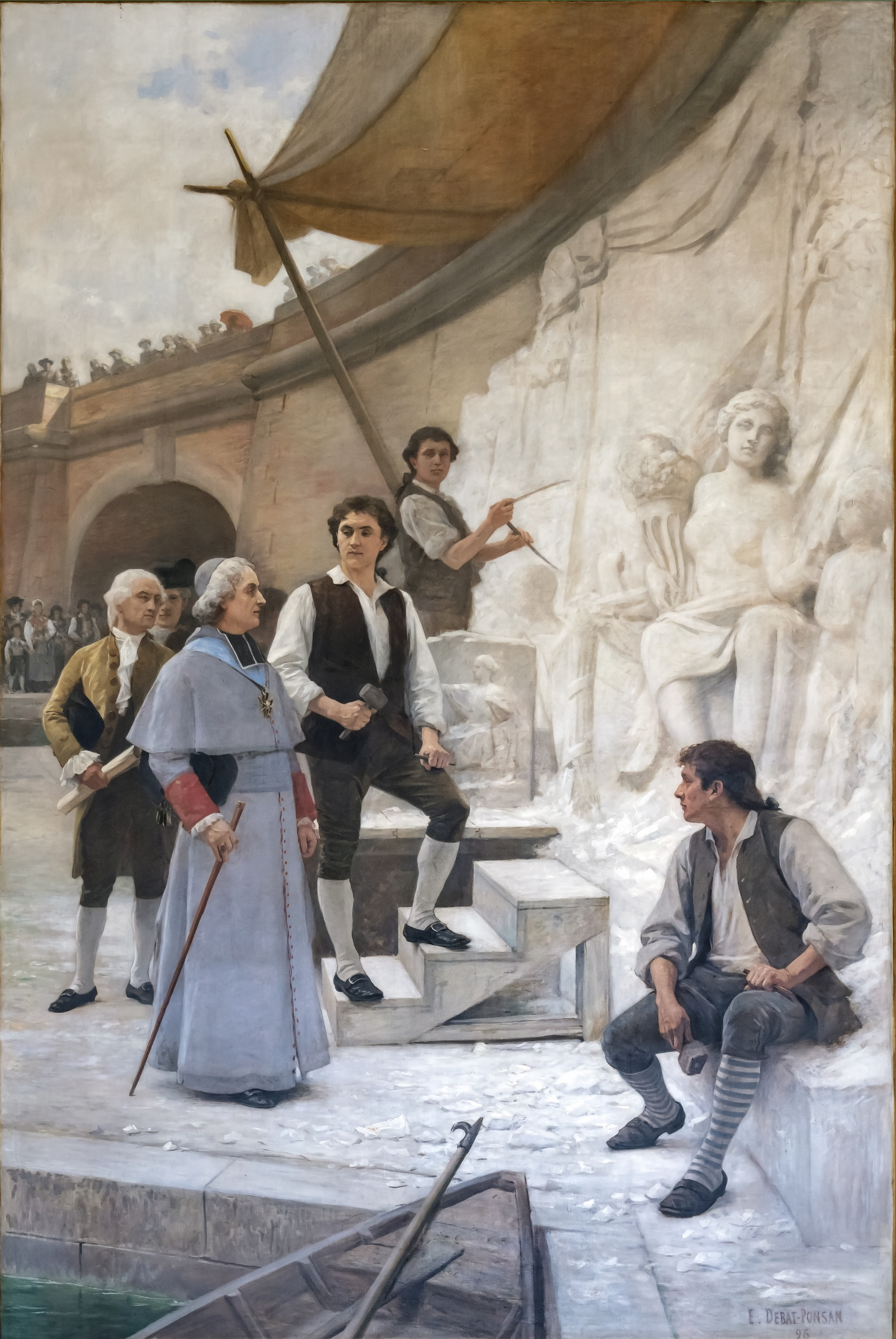
Une visite au chantier par Édouard Debat-Ponsan, Capitole de Toulouse

Il s'agit d'une allégorie : tout à gauche se trouve le canal représenté par un homme barbu, à sa droite deux jeunes génies, équipés de pioches, construisent une écluse. Au centre, l'Occitanie tient le gouvernail d'une barque frappée aux armes du Languedoc. Par un geste de commandement, elle ordonne au canal de recevoir les eaux de la Garonne, l'autre personnage féminin de cette fresque. Celle-ci, tenant une corne d'abondance, encourage un génie laboureur à stimuler ses bœufs pour tracer un sillon en Lauragais. En arrière-plan on distingue une voile de bateau et les toits de Toulouse.

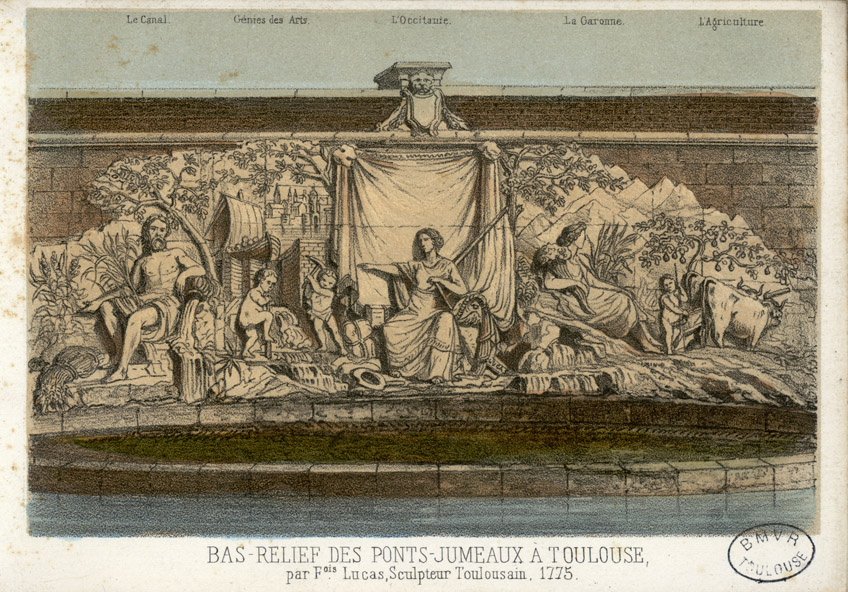
Gravure du bas-relief des Ponts-Jumeaux, par Charles Mercereau, 1857

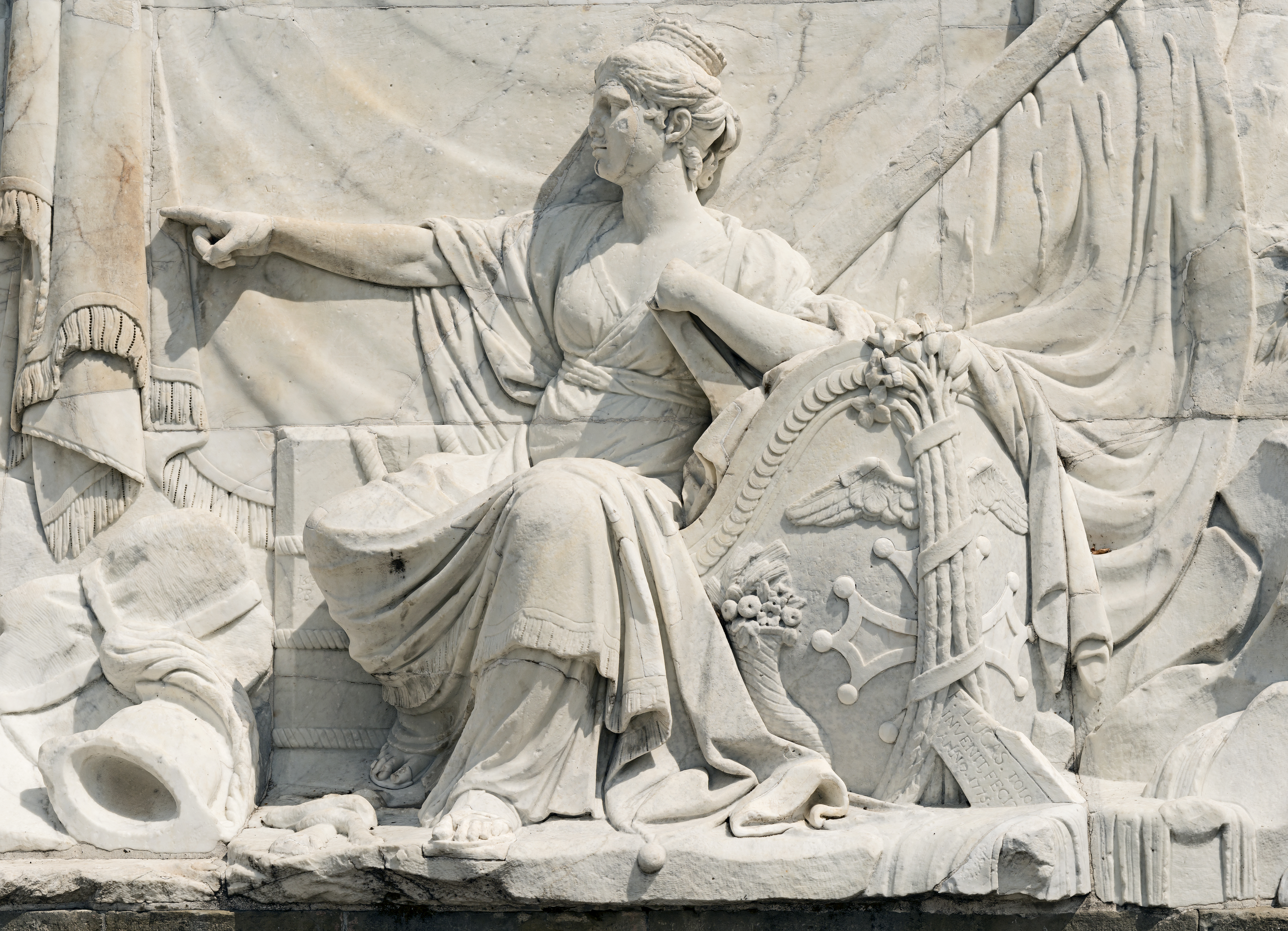
L'Occitanie
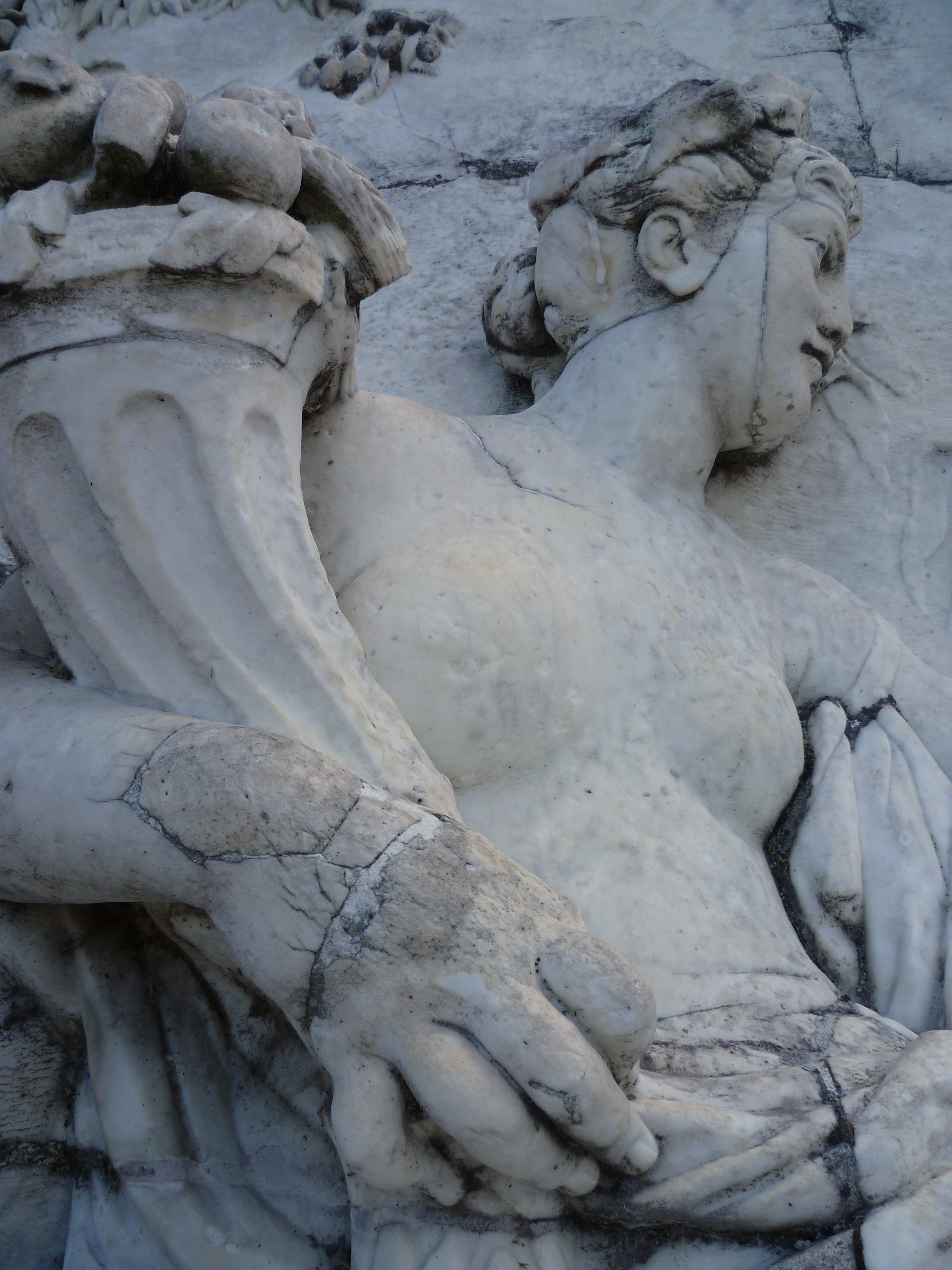
La Garonne tenant un corne d'abondance.
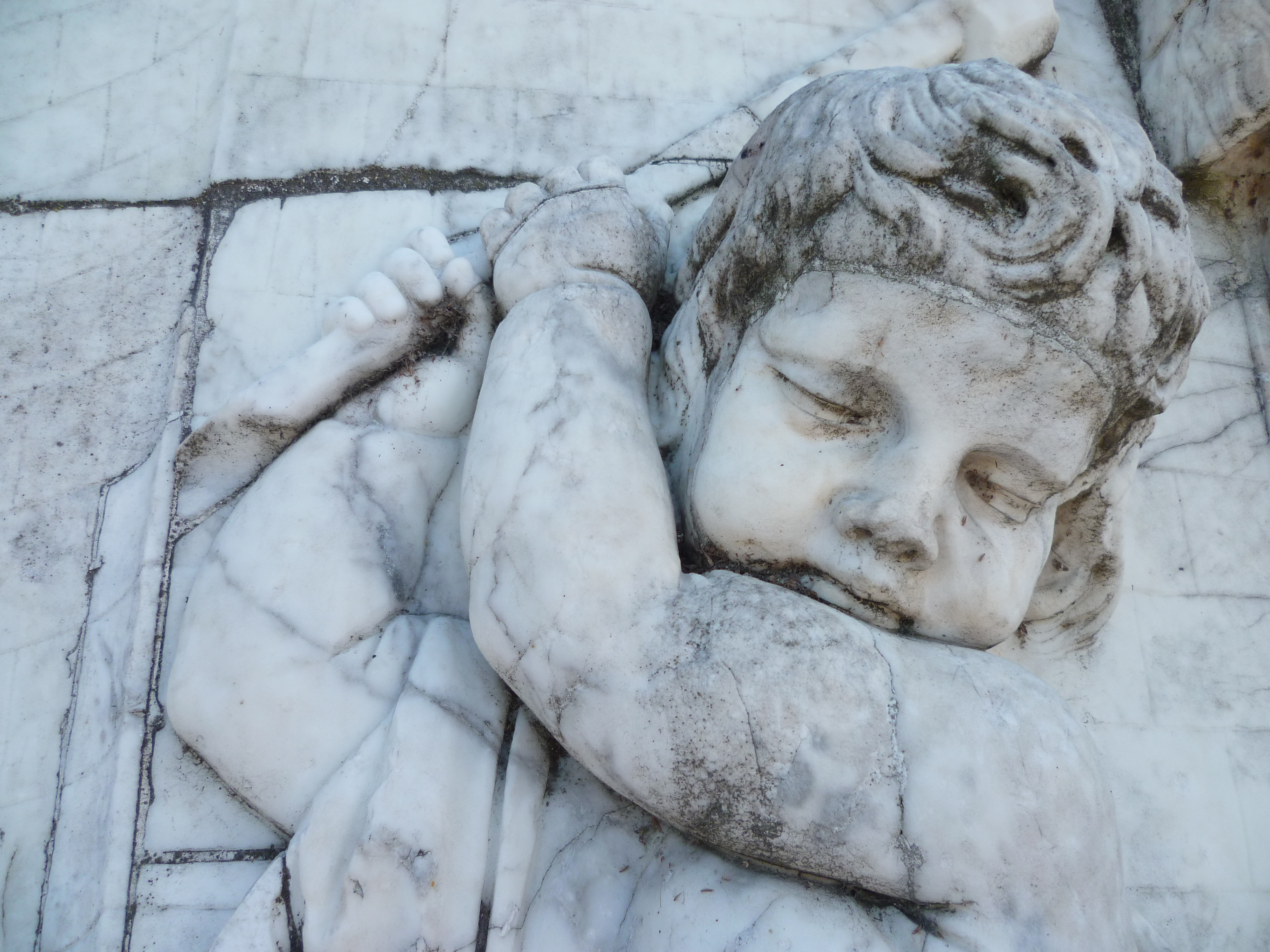
Un des génies terrassiers.
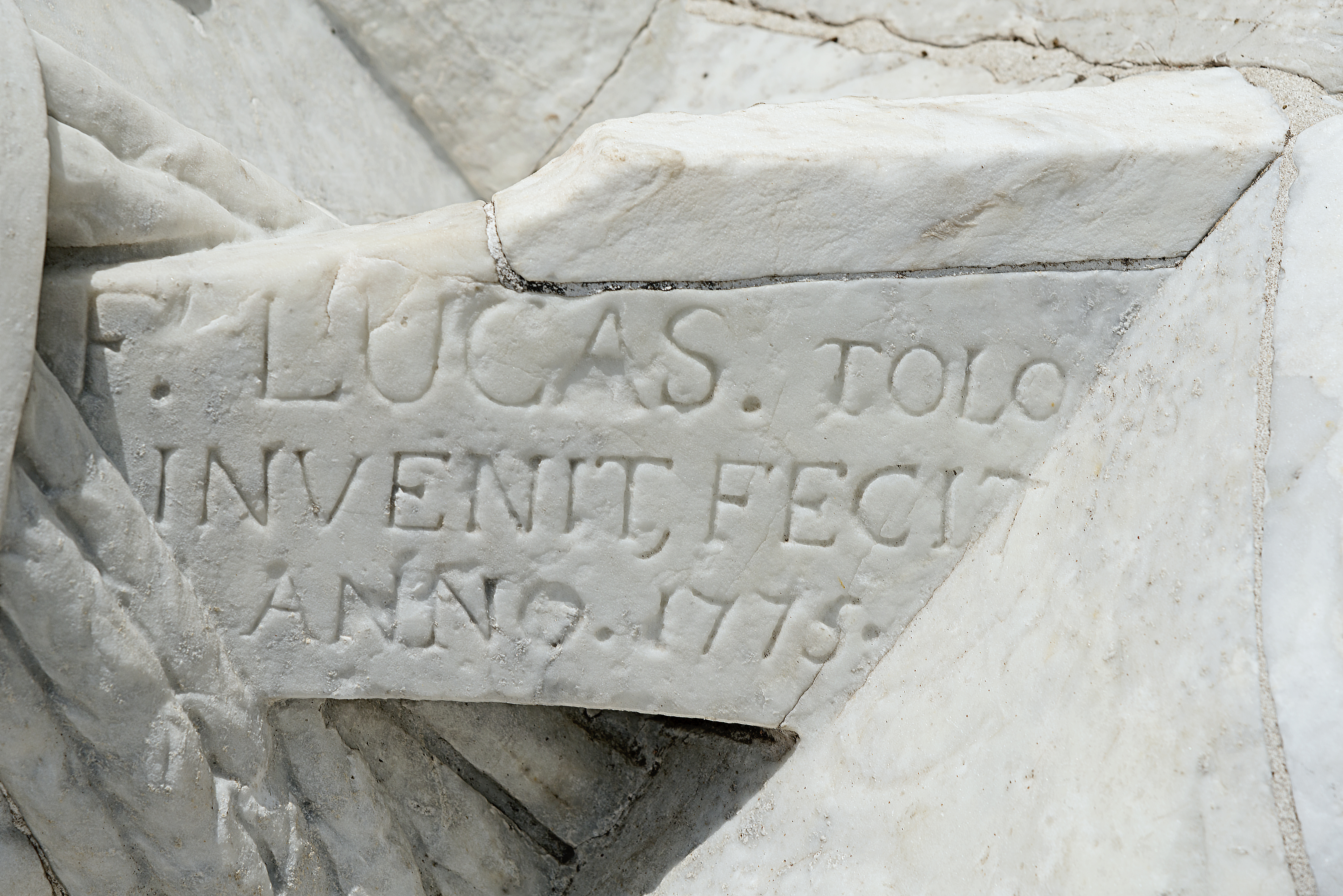
Signature